# Getijdenboek van Gian Galeazzo Visconti

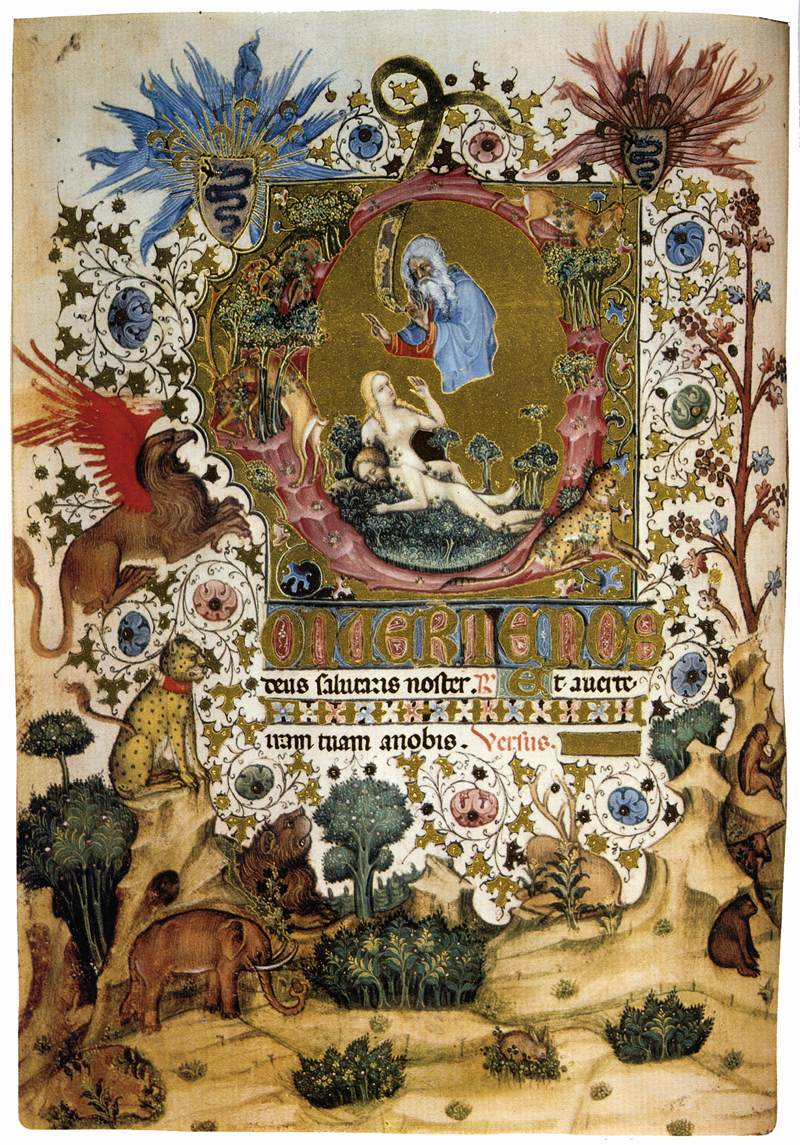
Offiziolo Visconti, Schepping van Eva, Landau Finaly 22, f46v.

Het Getijdenboek van Gian Galeazzo Visconti of Offiziolo Visconti is een verlucht psalter-getijdenboek voor gebruik van Rome dat in Milaan gemaakt werd in de late 14e eeuw in opdracht van Gian Galeazzo Visconti. Het handschrift wordt nu bewaard in de Biblioteca Nazionale Centrale di Firenze met als signatuur vol I: Ms. Banco Rari 397 en vol II: Ms. Landau Finaly 22.

## Geschiedenis
Het handschrift bestond origineel uit twee volumes: een psalter en een getijdenboek. De opdracht ervoor kwam zoals hoger gezegd van Gian Galeazzo Visconti in 1388. Het werk werd begonnen door Giovannino de' Grassi maar viel stil bij diens dood in 1398. Gian Galeazzo Visconti stierf in 1402, zijn opvolger en zoon Filippo Maria Visconti liet de handschriften afwerken door Belbello da Pavia. Dit gebeurde waarschijnlijk omstreeks 1428 na het huwelijk van Filippo met Maria van Savoye op 2 december 1427.
Het getijdenboek werd in 1969 door de  Italiaanse staat (Ministero della Pubblica Istruzione) gekocht van de familie Visconti di Modrone. Het psalter was in het bezit gekomen van baron Horace Landau (1824-1903) uit Milaan en daarna van madame Hugo Finaly (1850-1938) een nicht van de baron. Haar erfgenaam Horace Finaly schonk zijn bibliotheek aan de bibliotheek van Florence in 1947.

## Beschrijving
In totaal bevatten de twee volumes 318 perkamenten folia. Het eerste volume meet 247 x 175 mm en bevat 151 folia, het tweede volume is 250 x 179 mm groot en heeft 167 folia. De tekst is geschreven in het Latijn in een enkele kolom met 21 lijnen per bladzijde in een gotisch schrift. Het werd geschreven en gesigneerd door frate Amadeo van de San Pietro in Ciel d'Oro in Pavia. Het eerste handschrift (Banco rari 397) is het psalter, het tweede (Landau Finaly 22) bevat het getijdenboek.
Het handschrift bevat 38 volblad miniaturen, 11 in het psalterium en 27 in het getijdenboek, en 90 gehistorieerde initialen, respectievelijk 26 en 64, met daarnaast prachtige marge decoraties. Het heeft geen kalender en bevat geen suffragia.

## Verluchting
Giovannino de ’Grassi en zijn atelier begonnen met de verluchting van het werk. We herkennen zijn stijl in de behandeling van het licht en de poëtische maar zorgvuldige weergave van de natuur in zijn landschappen. Een helder kleurenpalet  en het gebruik van goud en zilver geven zijn werk een kostbare uitstraling. Giovaninno was erg geïnteresseerd in de natuur, zoals blijkt uit een bewaard gebleven modelboek met een aantal minutieus gedetailleerde schetsen van dieren, vogels en andere kleine wezens. Hij werd opgeleid in Lombardische ateliers die een lange traditie hadden in het produceren van boeken over planten, dieren en de natuur doorheen de seizoenen. Zijn beschermheer, Gian Galeazzo Visconti, had een dierentuin met exotische dieren, die mogelijk als voorbeeld hebben gediend voor afbeeldingen in het getijdenboek.
Belbello da Pavia, die het handschrift afwerkte, werkt zeer gedetailleerd en elegant. Hij schildert sterk gemodelleerde, monumentale figuren, vrij realistische gezichten, soms op het lelijke af. Hij gebruikt intense, heldere kleuren en zijn iconografie wijkt, door zijn ongebreidelde fantasie, dikwijls sterk af van de gebruikelijke uitwerking van de conventionele thema’s.
Het wapen van Visconti, een kronkelende slang met een mannetje in zijn bek, komt honderden keren terug in de handschriften.
Beide handschriften zijn ook gedecoreerd met honderden geschilderde initialen van een regel hoog bij het begin van de zinnen binnen een tekst. De meeste van die initialen zijn geschilderd in het goud op een gekleurde achtergrond. Blanco plaats op het einde van een tekstlijn wordt meestal opgevuld met een lijnvuller. Voor het begin van de individuele psalmen of andere belangrijke onderdelen van een tekst wordt vaak een versierde initiaal van drie regels hoog gebruikt. Die initialen zijn in het psalter versierd met bloemen, planten en heraldische emblemen. In het getijdenboek worden die initialen heel frequent geïllustreerd met figuren, bustes of hoofden van heiligen, koningen en andere personen.
De miniaturen zijn dikwijls geplaatst in een gouden kader dat is samengesteld uit rechthoeken met een punt, aan mekaar verbonden door vierkanten. De marges zijn zeer divers. Tekstbladzijden zijn dikwijls aan drie zijden afgeboord met staafwerk waaraan takken met bladen en bloemen ontspruiten. Soms wordt een grote initiaal omringd met grote figuren, groepen van figuren, medaillons met hoofden, grote bomen, torens, landschappen met allerlei dieren of met volledige miniaturen. Ook in de margeversiering speelt de slang van de Visconti’s een belangrijke rol. Sommige miniaturen zijn omringd door een volledig met ranken en bloemen gevulde marge al of niet in een gouden kader. Er zijn weinig bladzijden die niet van een gedecoreerde marge voorzien zijn. 

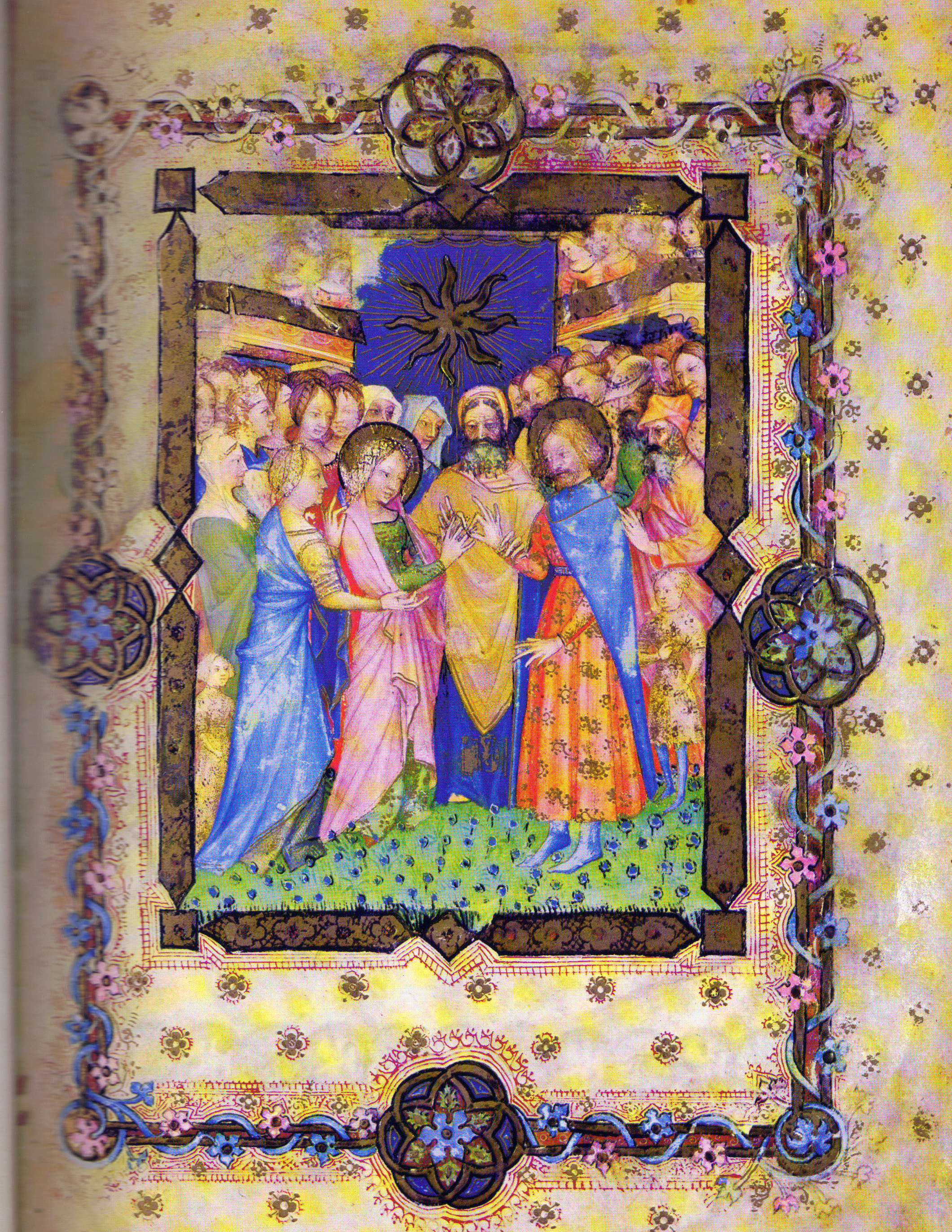
Offiziolo Visconti, Het huwelijk van Anna en Joachim, Banco Rari 397, f1r

### Psalterium - Banco Rari 397
Hierbij een lijst van de psalmen en gebeden in Banco Rari 397, waarvan de beginletter werd afgebeeld als een grote gehistorieerde initiaal. De psalmen gemerkt met (*) worden voorafgegaan door een volblad miniatuur.
- f4r : Psalm 1: Beatus vir (*)
- f19r: Psalm 21: Deus meus respice
- f24r: Psalm 26: Dominus illuminatio mea (*)
- f37r: Psalm 38: Dixi custodiam (*)
- f49v: Psalm 52: Dixit Insipiens (*)
- f62r: Psalm 68: Saluum me fac Deus  (*)
- f77v: Psalm 80: Exultate Deo (*)
- f90v: Psalm 95: Cantate Domino canticum (*)
- f105r: Psalm 109: Dixit Dominus Domino (*)
- f108v: Psalm 114: Dilexi quoniam exaudiet
- f111r: Psalm 118 Aleph.: Beati immaculati
- f112v: Psalm 118 He.: Legem pone
- f115r: Psalm 118 Caph.: Deficit
- f117v: Psalm 118 Phe.: Mirabilia
- f120v:  Psalm 121: Letatus sum
- f122v: Psalm 126 Nisi dominus aedificauerit
- f124v: Psalm 131 Memento Domine
- f128r: Psalm 135: Confitemini Domino
- f132r: Psalm 143: Benedictus dominus Deus
- f136r: Psalm 148: Laudate Dominum de celis

- f145r: Canticum: Benedicite omnia opera: het lied van de drie jongelingen in de vuuroven, Daniël 3:57-88
- f146v: Canticum: Benedictus dominus deus israel: de lofzang van Zacharias, Lucas 1:68-79
- f147v: Canticum: Magnificat animama mea dominum: de kantiek van de maagd Maria, Lucas 1:46-55

- f148v: Hymne: Te deum: hymne van Ambrosius en Augustinis

- f150v: Gebeden: Pater Noster
- f151r: Gebeden: Credo in deum patrem omnipotentem

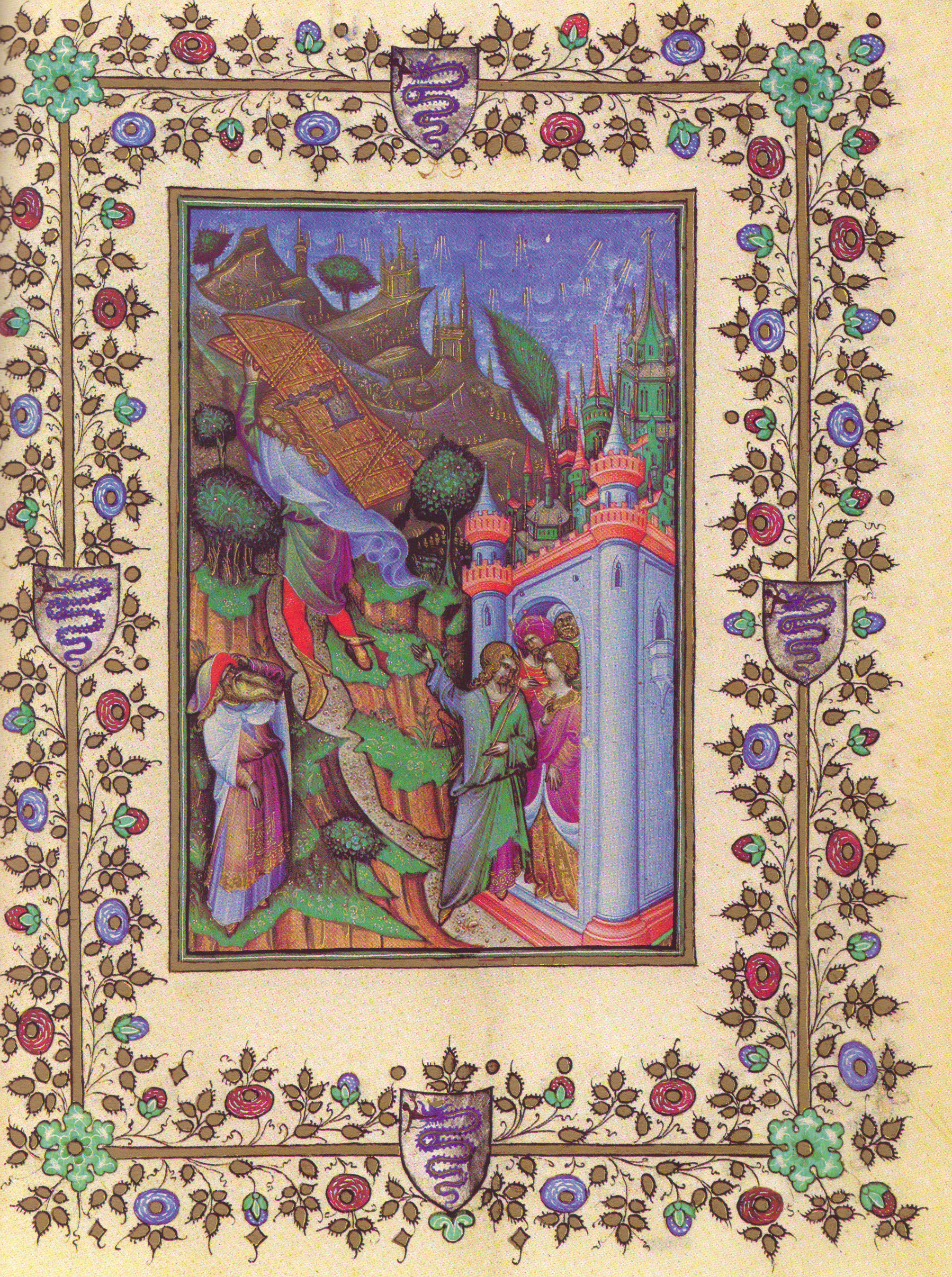
Offiziolo Visconti, Samson met de poorten van Gaza, Landau Finaly 22, f155r

### Getijdenboek Landau Finaly 22
In de getijden worden de gebedsstonden dikwijls voorafgegaan door een gehistorieerde initiaal. Dit is, behalve voor de completen, steeds een D omdat de tekst van de uren standaard begint met “domine labia mea aperies et os meum annuntiabit laudem tuam” (metten) of met “Deus, in adiutorium meum intende” (andere gebedsstonden).
Gebruikte afkortingen: VBM: Volblaminiatuur; HBM: Halfbladminiatuur; GHI: Gehistorieerde initiaal.
Inhoud
- f1r: Geloofsbelijdenis van Athanasius, GHI Q; quicumque vult salvus esse ante omnia opus est,
- f3v: Boetepsalmen: Inleidende verzen
- f4v: Litanie van alle Heiligen; GHI K: Heiligen biddend tot God in de hemel; Kyrie eleyson
- f10v: HBM: Maria-Visitatie

f10v-f49r: Kleine Officie van Onze Lieve Vrouw
- f11r: VBM: kerstgebeuren; Incipit officium gloriose virginis marie
- f11v: metten – God in majesteit omringd door de zeven deugden
- f12r: GHI D: gevecht tegen de opstandige engelen
- f17r: GHI D: De heiligen Ambrosius en Augustinus
- f18r: HBM: De Aankondiging aan de herders
- f18v: lauden - VBM: aanbidding der wijzen
- f19r: GHI D: De schepping van hemel en aarde
- f25v: priem - VBM: vlucht naar Egypte
- f25r: GHI D: De scheiding van water en land
- f28r: HBM: moord op de onnozele kinderen
- f28v: terts - VBM: de wijzen bij Herodes en de kindermoord van Bethlehem
- f29r: GHI D: Scheiding van licht en duisternis
- f32v: sext - VBM: Annunciatie
- f33r: GHI D: Schepping van de planten
- f36r: none - VBM: Maria op haar sterfbed
- f36v: GHI D:  Het land, de zee en de hemel, omringd door de symbolen van de dierenriem
- f39v: vespers - VBM: Begrafenis van Maria
- f40r: GHI D
- f45v: completen - GHI  C: De schepping van Eva
- f46r: GHI D

Diverse gebeden
- f49v: VBM: De kroning van Maria

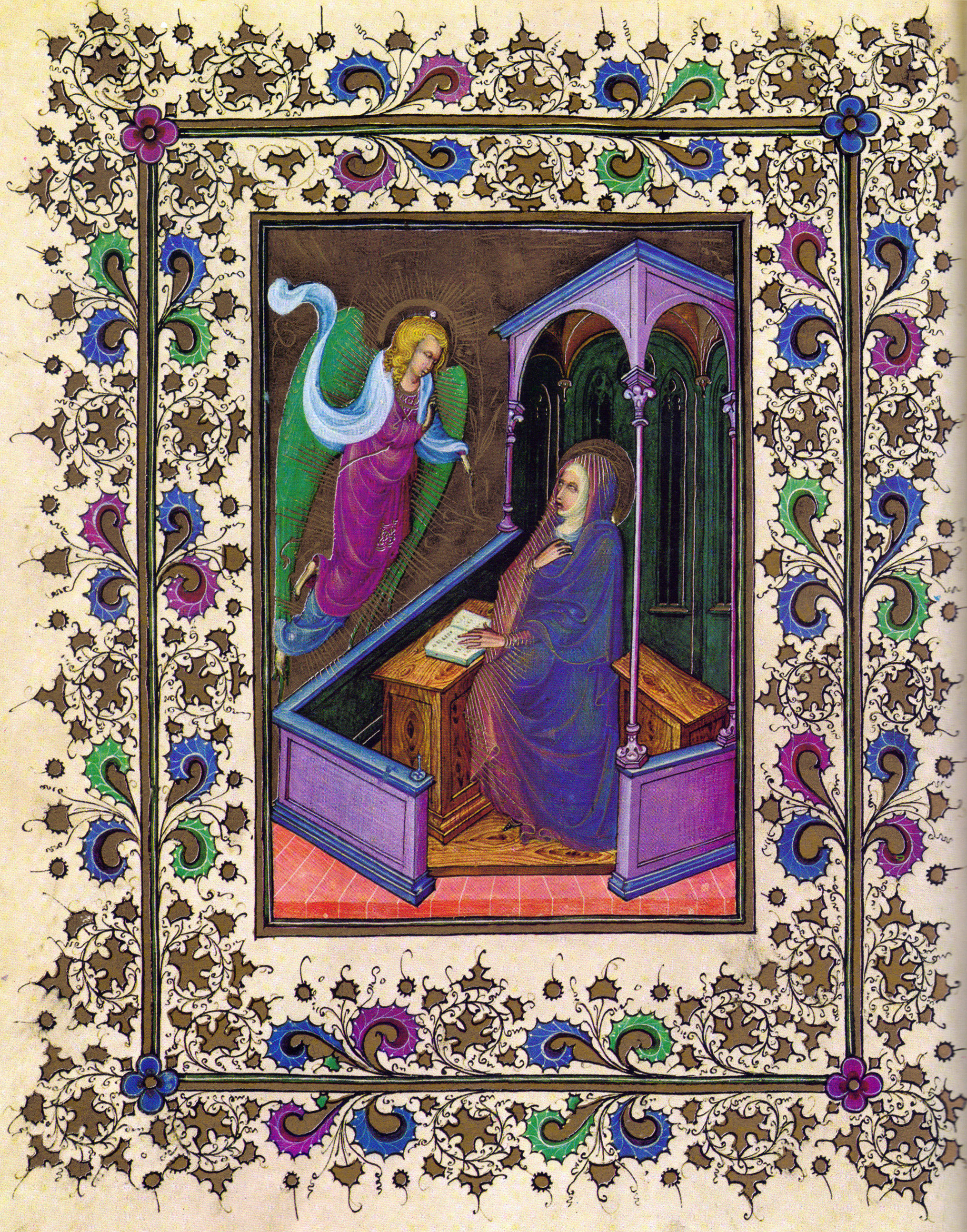
Offiziolo Visconti, Annunciatie, Landau Finaly 22, f33v

- f50r: GHI E: De zondeval – Adam en Eva eten van de verboden vrucht; psalm 44
- f53r: GHI C: De zondeval - Adam en Eva worden betrapt; psalm 95

f56v-f77r: Mariagetijden voor de advent
- f56v: GHI D: De zondeval – Adam wordt berispt;
- f57r: GHI D:  metten - De zondeval – Eva wordt berispt;
- f58v: GHI M: De annunciatie: Missus est angelus gabriel
- f60v: GHI D: lauden – De zondeval: Adam en Eva verjaagd uit het paradijs
- f63r: GHI D: priem – De zondeval: Adam en Eva aan het werk op het land
- f65r: GHI D: terts – Het offer van Abraham – de ram
- f67r: GHI D: sext – Kaïn vermoordt Abel
- f69r: GHI D: none – De moord van Kaïn door Lamech
- f71r: GHI D: vespers – Noach brengt de dieren naar de ark
- f73r: GHI C: completen – Het offer van Abraham – Isaac
- f73v: GHI D

f77v-f108r: Dodenofficie
- f77v: VBM: Jozef wordt in de put gegooid
- f78r: VBM: Jozef weigert de avances van de vrouw van Potifar
- f78v: VBM: Jozef ziet zijn familie terug in Egypte
- f79r: VBM: De doop van Christus
- f79v: GHI D: vespers – Mozes wordt in de Nijl gelegd en gevonden; dilexi, quoniam exaudiet
- f83v: VBM: metten: Mozes doodt een Egyptenaar die een Hebreeër sloeg;
- f84r: VBM: God spreekt tot Mozes uit het brandende braambos op de berg Horeb
- f84v: GHI V: Venite exultemus domine
- f88r: GHI P: metten, nocturne 1: Parce michi domine
- f89v: VBM: Mozes spreekt met de Farao
- f90r: GHI D: metten, nocturne 2: Dominus regit me
- f94r: HBM: God zendt de pest over de Egyptische eerstgeborenen
- f94v: GHI E: metten, De joden verlaten Egypte
- f98r: GHI S: metten, De joden staan voor de Rode Zee achtervolgd door het leger van de Frao
- f100v: VBM: Het leger van de farao wordt verzwolgen in de Rode Zee
- f101r: GHI M: lauden - Miserera mei deus

- f108r: Signatuur van de kopiist Frater Amadeus

f108v-f116v: Boetepsalmen

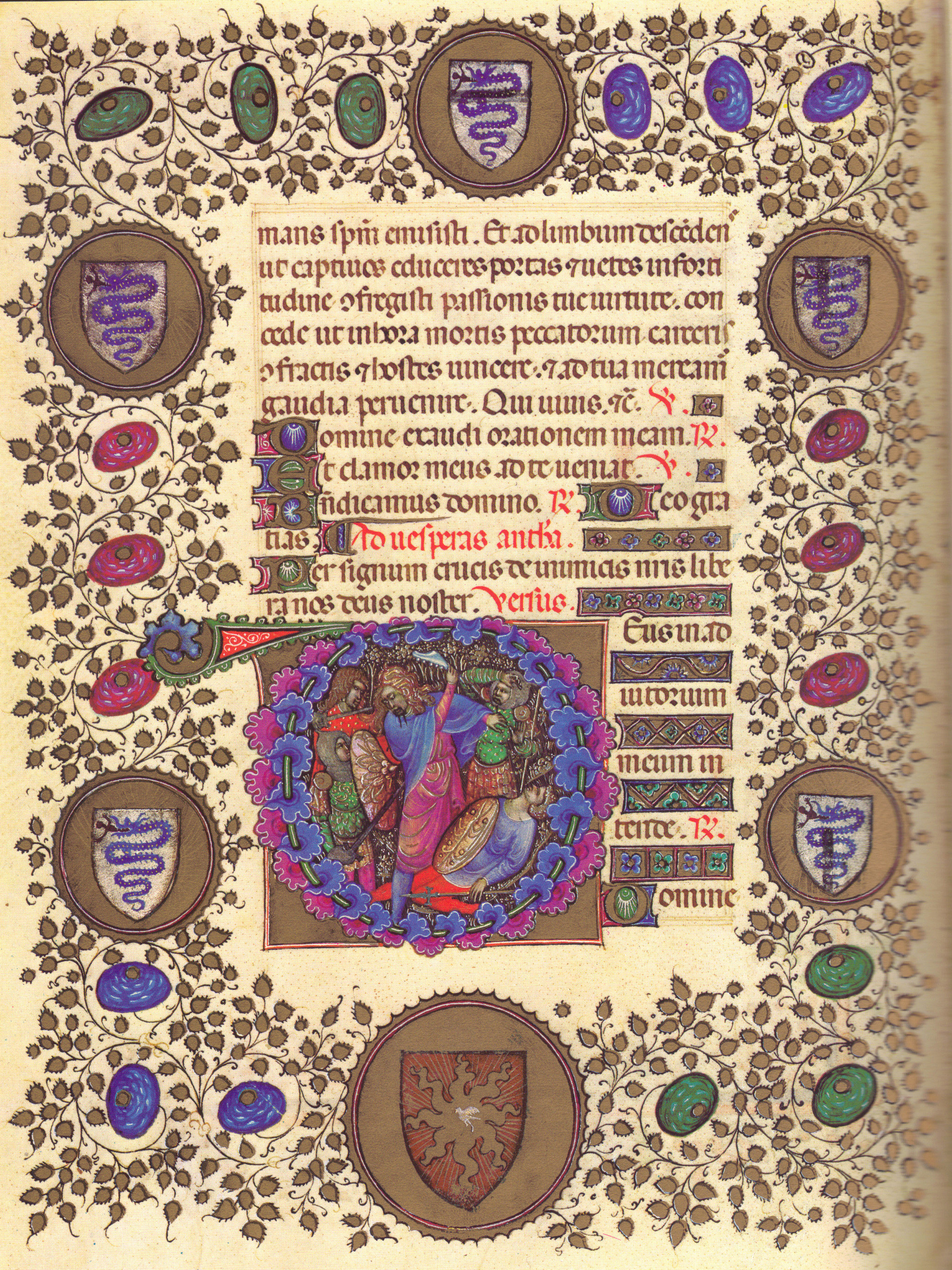
Offiziolo Visconti, Samson vecht tegen de Filistijnen met een ezelskaak, Landau Finaly 22, f150v

- f108v: VBM: Aanbidding van het gouden kalf, Mozes gooit de tafels stuk
- f109r: GHI D: psalm 6: Domine ne in furore
- f116v: HBM: Mozes laat water uit de rots stromen

f117r-f124r: Litanie van alle heiligen
- f117r: GHI K: Kyrie eleison
- f122v: GHI D: Psalm 39: Confundantur et revereantur qui quaerunt animam meam
- f123v: GHI D: Deus, cui proprium est misereri

f125v-f134v: Officie van de Heilige Geest
- Deze getijden zijn gedecoreerd met drie volbladminiaturen vooraan en acht gehistorieerde initialen bij het begin van de gebedsstonden.

f135r-f153v: Getijden van de passie
- De passiegetijden zijn gedecoreerd met negen gehistorieerde initialen, twee bij de metten en tekens een bij het begin van de andere gebedsstonden.

f154r-f167v: Kruisgetijden
- f154r: VBM: Samson loopt de berg op met de poorten van Gaza
- f154v: VBM: Delila knipt Samsons haar tijdens zijn slaap
- f155v: GHI D: Metten – Samson wordt gevangen genomen;
- f156r: GHI D: Lauden – Samson wordt blind gemaakt door de Filistijnen;
- f156v: GHI P: metten - Patris sapientia veritas divina.
- f158v: GHI P: priem – Samson als gevangene werkend in de molen;
- f160r: GHI D: terts – Samson vernield de tempel van Dagan;
- f161v: GHI D: sext – Hanna de moeder van Samuel, brengt hem naar de priester Eli in Silo om dienst te doen in de tabernakel;
- f163r: GHI D: none – Samuel zalft Saul tot koning van Israël;
- f164v: GHI D: vespers – Samuel zalft David tot koning;
- f166r: GHI C: completen - Saul laat de geest van Samuel oproepen, die hem zijn dood voorspelt
- f166v: GHI C: completen - Samuel geroepen door de Heer;

## Web links
- Banco rari 397-Electronische facsimile, Nationale Centrale Bibliotheek van Florence.
- Landau Finaly 22 Elektronische facsimile, Nationale Centrale Bibliotheek van Florence.
- Afbeeldingen op YouTube
- Afbeeldingen op Facsimilefinder